# Personalordinariat Unserer Lieben Frau von Walsingham
Das Personalordinariat Unserer Lieben Frau von Walsingham (lateinisch Ordinariatus Personalis Nostrae Dominae Walsinghamensis, englisch Personal Ordinariate of Our Lady of Walsingham) ist eine diözesanähnliche Institution der römisch-katholischen Kirche auf dem Gebiet von England, Schottland und Wales für Gläubige und Gruppen vormals der Kirche von England und der Kirche in Wales, die jetzt in voller Gemeinschaft mit der katholischen Kirche stehen, ohne ihr besonderes hochkirchlich-anglikanisches Erbe aufzugeben.
Der Name des Personalordinariats nimmt Bezug auf die Wallfahrt zum Heiligtum Unserer Lieben Frau von Walsingham. Zum Patron wurde der hl. John Henry Newman bestimmt. Kirchenrechtlich untersteht das Personalordinariat Unserer Lieben Frau von Walsingham unmittelbar dem Heiligen Stuhl.
Die Anzahl der Gläubigen des Ordinariats ist verhältnismäßig klein (1950 Katholiken im Jahr 2022), die der Priester vergleichsweise ungewöhnlich groß (97 Priester im Jahr 2022).

## Geschichte
Das Personalordinariat wurde am 15. Januar 2011 durch die Kongregation für die Glaubenslehre in Abstimmung mit der Bischofskonferenz von England und Wales gemäß den Normen der von Papst Benedikt XVI. am 4. November 2009 in Kraft gesetzten Apostolischen Konstitution Anglicanorum coetibus errichtet. Zum ersten Ordinarius wurde Keith Newton ernannt, der als ehemaliger anglikanischer Bischof am 1. Januar 2011 offiziell in volle Gemeinschaft mit der katholischen Kirche getreten war und am Tag der Errichtung des Personalordinariats die römisch-katholische Priesterweihe empfangen hatte. Zum selben Datum empfingen auch die ehemaligen anglikanischen Bischöfe Andrew Burnham und John Broadhurst die Priesterweihe für das Personalordinariat.

Wappen
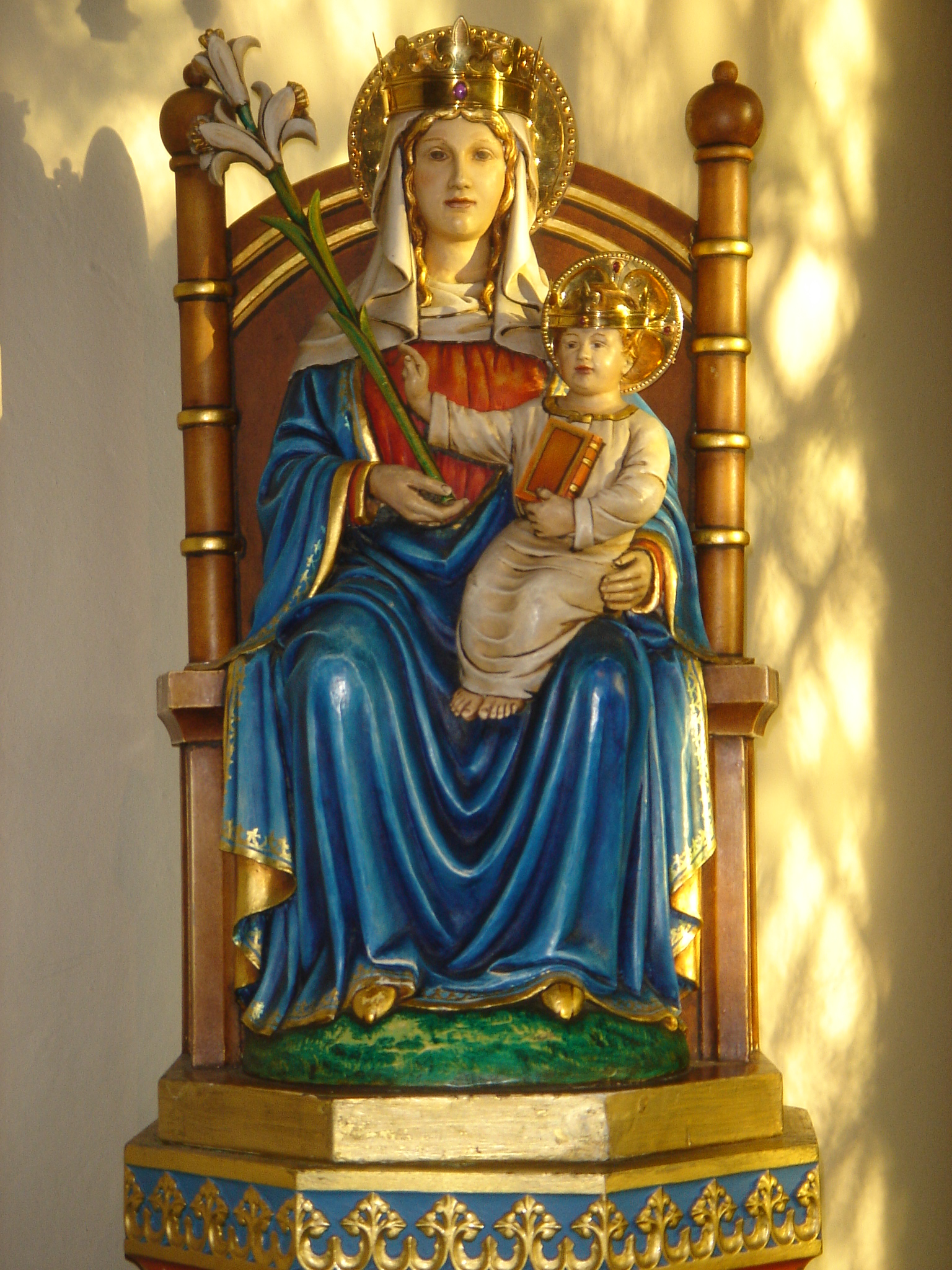
Gnadenbild Unserer Lieben Frau von Walsingham
Wappen

## Ordinarien
- Keith Newton, 2011–2024
- David Arthur Waller, seit 2024